# PsicoVip
PsicoVip è una serie televisiva d'animazione del 2009 creata e diretta da Bruno Bozzetto, realizzata in animazione 3D e composta da 26 episodi da 4 minuti prodotti da Rai Fiction e Maga Animation Studio. È stata trasmessa in Italia su Rai 2 e Rai Gulp.
La serie televisiva è tratta dal lungometraggio del 1968 Vip - Mio fratello superuomo ed è stata presentata per la prima volta al Future Film Festival di Bologna del 2009.

## Trama
La storia ruota attorno ad una serie di sedute psichiatriche in cui il piccolo Minivip parla dei problemi legati alle differenze tra lui e il fratello Supervip. Ogni volta che tenta di dimostrarsi degno del nome che porta, il piccolo supereroe finisce solo per farsi male o fare figuracce, non importa quanto si impegni, e anche quando i suoi sforzi sembrano fruttare, alla fine finisce sempre per essere involontariamente eclissato dal fratello. Alla fine però lo psicologo non gli dà nessun aiuto, gli presenta una diagnosi inventata ed incomprensibile, per poi staccargli una ricevuta da 80 euro.

## Personaggi
- MiniVip: piccolo supereroe occhialuto. Anche se non sembrerebbe, è fratello di SuperVip e si rifugia dallo psicologo per chiedere dei consigli. È doppiato da Riccardo Mazzoli[4].
- SuperVip: supereroe "classico" dalla calzamaglia attillata e muscoli scolpiti. È fratello di MiniVip e corre sempre in soccorso delle persone in pericolo. È doppiato da Paolo De Santis[4].
- Doc: psicologo di second'ordine. Ogni volta che Minivip espone i propri problemi, lui risponde ridendoci su o addormentandosi spudoratamente nel corso della seduta. È doppiato da Enrico Maggi[4].

## Riconoscimenti
- 2009 – Cartoons on the Bay
  - Migliore serie TV per Young Adults[2][5]